# Bärenstein, Erzgebirge
Bärenstein là một đô thị ở huyện Erzgebirge, bang Saxony, Đức. Đô thị này có diện tích 5,45 km2, dân số cuối năm 2006 là 2684 người.
Bản mẫu:Đô thị của Erzgebirgskreis